# Georges Bruyer
Pour les articles homonymes, voir Bruyer.
Georges Bruyer est un peintre, graveur, céramiste et illustrateur français né le 19 juillet 1883 dans le 3e arrondissement de Paris, ville où il est mort le 14 mai 1962 dans le 4e arrondissement.
Il pratiqua toutes les techniques de la gravure, le burin, l'eau forte, l'aquatinte et la gravure sur bois. Il illustra entre autres Clément Marot, Shakespeare, Molière et Maupassant, dans le cadre d'une collaboration avec René Kieffer.
Artiste parisien, il est aussi connu pour sa collaboration à des revues humoristiques d'avant-guerre comme L'Assiette au Beurre ou Le Rire, puis pour ses gravures illustrant la guerre de 1914-1918.

## Biographie
Georges Léon Bruyer est le petit-fils de Léon Bruyer (1827-1885), élève de François Rude, qui sculpta des œuvres pour l’Opéra de Paris ou encore un plâtre de 1859 « Un ange, sous les traits de Impératrice Eugénie, invite le Prince Impérial à prier pour le bonheur de la France » déposé au musée de Troyes. En 1903, Georges est admis à l'École des Beaux-Arts de Paris. Ses maîtres sont Jean-Léon Gérôme puis Gabriel Ferrier. Il commence sa carrière d’illustrateur en collaborant aux revues humoristiques de l'Assiette au Beurre et du Rire. Mais c'est la gravure qui va très vite retenir son attention, il produira de nombreux bois, eaux fortes ou aquatintes. Ses premières œuvres sont inspirées de sombres visions romantiques comme dans son œuvre Les Pendus d’après Villon.
Georges Bruyer évolue ensuite vers un certain réalisme en croquant les petits métiers, les Halles de Paris, les gueux, les invalides. Son premier bois : Vieux Béquillard date de 1908. Ce réalisme n'exclut pas une certaine gaîté lorsqu'il donne à ses personnages des attitudes de franche jovialité comme la Joyeuse Charrette, le Bouquet de Violettes ou les Moineaux. Avant la Grande Guerre, il entreprend également une série de gravures sous le titre de Chronique de Paris mettant en scène, souvent de façon amusante, les plus célèbres monuments de la capitale accompagnés d'une foule de personnages bigarrés.

## Illustration de livres
En 1913, Georges Bruyer est sollicité pour illustrer une édition de luxe de Hamlet de William Shakespeare, relié par René Kieffer située à Paris. C'est le début d'une longue série d’ouvrages illustrés dont les Ballades, rondeaux et Chansons de Clément Marot, Les Caractères de Jean de La Bruyère, les Contes et nouvelles de Guy de Maupassant, les Nouvelles d'Alfred de Musset, Le Paradoxe du Comédien de Denis Diderot, l'édition du Théâtre de Molière, La Chronique des Pasquiers de Georges Duhamel, Un homme de Lettres de François Mauriac, et bien d'autres ouvrages.

## Œuvre de guerre
En août 1914, « marié depuis seulement trois jours », Georges Bruyer est mobilisé sur le front de l'Aisne, il continue à produire une œuvre graphique dessinée ou aquarellée qui retrace les premiers mois du conflit : les combats de l’été 1914 et la vie difficile marquée par l’improvisation dans premières tranchées. En juillet 1915, « vers Vic-sur-Aisne, une explosion d’obus le touche à la tête. Commotionné, il est évacué d’urgence et bientôt soigné à Paris ». Bruyer reçoit la Croix de guerre avec la citation suivante : « soldat très brave ayant un complet mépris du danger ». En 1915 et 1916, il est en convalescence, ce qu’il indique sur ces œuvres dont l’inspiration est plus angoissée. Les gravures s’intitulent : Poids mort, Corvée funèbre, Dernier appel, un philosophe… Blessés et cadavres abondent et l’essentiel du travail graphique porte sur les corps des combattants fatigués, usés, blessés.
Puis en juin 1917, il fait partie de la 5e mission des artistes aux armées, « une action bénévole portée par le ministère des Beaux-Arts », qu'il a pu rejoindre car il était toujours réformé. Bruyer n’est plus combattant, son style évolue et sa technique aussi : l’eau forte cède la place à la gravure sur bois. Comme tous les artistes sélectionnés, Bruyer s'engage à présenter des œuvres à l'issue de sa mission, qui seront ensuite exposées au musée du Luxembourg et dont une au moins est achetée par l'Etat. Les œuvres nées de cette mission sont regroupées dans une série titrée 24 estampes de la guerre. Elles sont d'un style différent : la production est devenue plus claire, le trait est un épais cerne noir et les estampes sont colorisées avec des aplats de bleu. Les problématiques individuelles sont moins présentes tandis que les thématiques abordées se révèlent plus combattantes : les bois ont pour titres M… une fusée ! , l’Alerte, Départ d’attaque… Tout en restant figuratives et descriptives, les estampes « en bleu » montrent de la part de Georges Bruyer une recherche plus importante d’effets décoratifs et une volonté de construction graphique.
Le musée de l’Armée à Paris, l’Historial de Péronne, la Bibliothèque de Documentation Internationale Contemporaine (BDIC) et surtout le musée de la Grande Guerre du Pays de Meaux possèdent nombre des « œuvres de guerre » de Georges Bruyer.
En 2021, le musée de la Grande Guerre coédite l'ouvrage Georges Bruyer, graver la guerre, à la suite de l'exposition, qui lui est consacrée.

## Œuvre parisienne d'après-guerre
Après la guerre, Georges Bruyer voit sa renommée grandir et reçoit des commandes officielles de l'Etat, de la ville de Paris, de Musées et d’Institutions variées. Citons Le Chantier du Trocadéro, à l'occasion de l'Exposition Universelle de 1937, La Rue Mouffetard pour la ville de Paris ou encore La Marchande de Fleurs à Montmartre.
Mais il est toujours attiré par les scènes de rue et leur animation. On retiendra particulièrement ses dessins dans le métro, dans l'autobus, ses élégantes 1930. L’effervescence rayonnant le soir autour des grands magasins à l'époque des fêtes de fin d'année sont particulièrement rendues par ses fameux « fonds jaunes ».
Parmi ses nombreuses activités, Georges Bruyer est chargé de la supervision technique du service de la Chalcographie du musée du Louvre chargé de la reproduction des œuvres en vente au musée. La marchande de fleurs à Montmartre est la dernière œuvre encore en vente au musée du Louvre.

## Céramique
A cette époque Georges Bruyer s’intéresse également à la céramique en mettant au point ce qu'il nomme ses « terres gravées », des mosaïques où chaque couleur est délimitée par un trait de force comme par le plomb d'un vitrail. Outre ces « véritables tableaux » il participe également à la réalisation de nombreuses frises en céramiques dont les architectes ornaient à l'envi leurs constructions à son époque.
Georges Bruyer, d'un naturel très simple, toujours à l'écoute de ses interlocuteurs, s’emploie à partager son art en donnant gratuitement des cours de dessins et de peinture au sein de la Société Philotechnique d'Asnières-sur-Seine.

## Autres illustrations
- Contes et légendes celtiques, (textes de Jean Deschamps), Paris, éd. L'Office du Livre, 1913
- Contes et légendes slaves, (textes de Mary-Gill), Paris, éd. L'Office du Livre
- Contes, de Guy de Maupassant, éd. Piazza H., Paris, 1930
- Un homme de lettres, de François Mauriac, éditions Lapina Paris 1926
- Hamlet, de William Shakespeare, La collection éclectique, Paris 1913
- Ballades, Rondeaux et Chansons de Clément Marot, La collection éclectique, Paris 1910

## Expositions

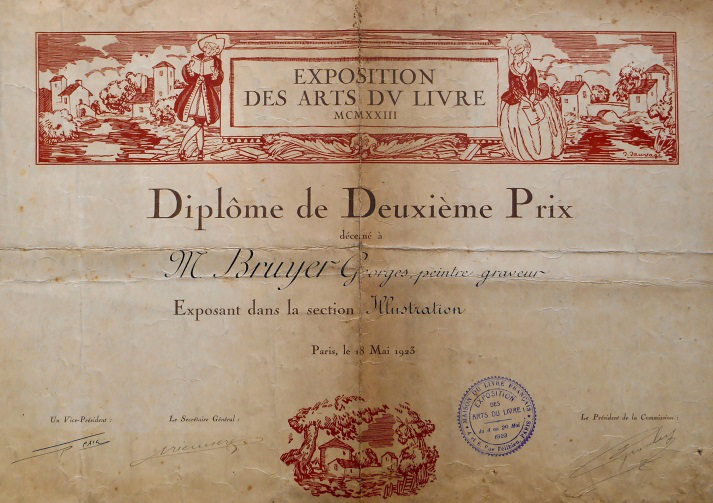
Georges Bruyer, diplôme exposition des arts du livre (Collection Jean-Claude Moussin).

Georges Bruyer a exposé ses œuvres dans les galeries les plus en vue en France comme celles de Devambez, Allard, Simonson, La Samotrace (chez le gouverneur militaire de Paris) et à l’étranger comme Chicago ou encore au Brésil. Il était membre d’associations artistiques ou d’institutions organisatrices d'expositions comme Le Salon d'Automne, La Société des Artistes français, le Salon des Artistes indépendants, le Salon des Artistes Décorateurs, le Salon d’Asnières.
En 2021, le musée de la Grande Guerre présente l'exposition Georges Bruyer, graver la guerre,. Un ouvrage au même titre est publié.

## Prix et distinctions
- Chevalier de la Légion d'honneur[5].
- Officier de l'ordre des Palmes académiques
- Décoré des médailles d'or, d'argent et d'honneur de la Société des artistes français, des médailles d'or (pour ses gravures) et d'argent (pour ses illustrations de livres) à l'Exposition Universelle de 1937 et tant d'autres.

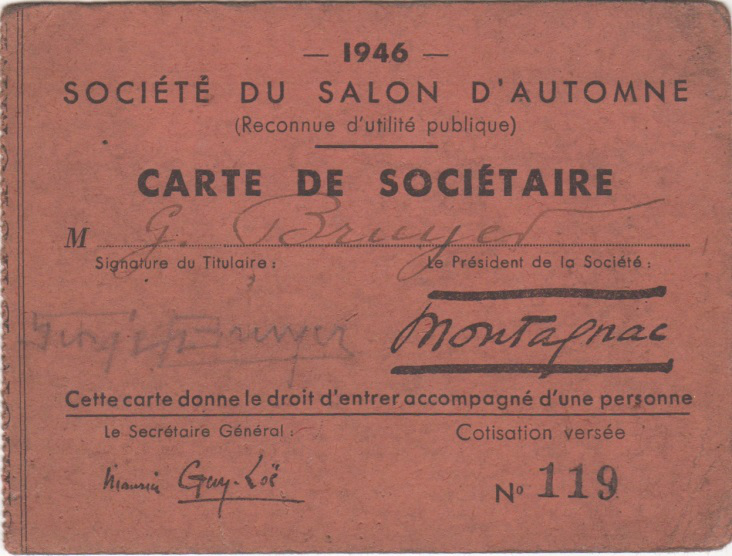
Georges Bruyer, carte de sociétaire (Collection Jean-Claude Moussin).

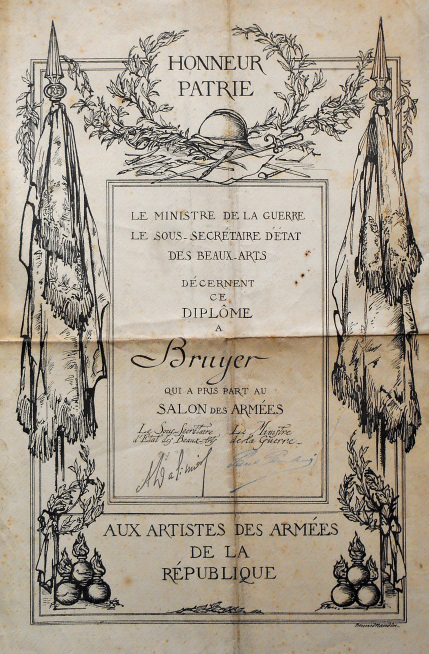
Georges Bruyer, diplôme artiste des armées (Collection Jean-Claude Moussin).

## Postérité

### Association des Amis de Georges Bruyer
Une « Association des Amis de Georges Bruyer » est créée en janvier 2018. Elle a pour but de faire connaître l’œuvre de Georges Bruyer, qui, de son vivant, jouissait d’une grande renommée. Elle a pour objectif d’assurer la pérennité des œuvres, d’en assurer la diffusion à travers des expositions, des publications et toutes autres manifestations susceptibles de rappeler l’intense activité de l’artiste, tant en matière de gravures, de peintures ou de céramiques mais aussi de sculptures. Les membres fondateurs sont Jean-Claude Moussin et Xavier Corvol.

### Donations au musée Carnavalet à Paris et au musée de la Grande Guerre à Meaux
En 2015, le musée Carnavalet, à Paris, a bénéficié d’une très importante donation de la part des héritiers de l’artiste : gravures, dessins, aquarelles et nombre de bois ou de cuivres issus du fonds d’atelier de Georges Bruyer.
La même année, le musée de la Grande Guerre de Meaux a bénéficié, lui aussi, de la part des mêmes héritiers d’une très importante donation de plus d’un millier d’œuvres : dessins, gravures, peintures à l’huile, aquarelles, pochades.

### Georges Bruyer dans les collections publiques
- Meaux, musée de la Grande Guerre ;
- Paris, musée Carnavalet[7] ;
- Paris, musée d'Art moderne de Paris [8] ;
- Reims, musée des Beaux-Arts[9].